# 钝吻灯笼鱼
钝吻灯笼鱼（学名：Myctophum obtusirostris）为輻鰭魚綱燈籠魚目灯笼鱼科灯笼鱼属的鱼类。分布于印度洋、太平洋、大西洋以及南海等海域，主要栖息于热带海区，為深海魚類，棲息深度0-700公尺，體長可達9公分。
其种加词“obtusirostris”意为“钝吻的”。